# 八坂神社 (我孫子市白山)
八坂神社（やさかじんじゃ）は千葉県我孫子市の神社。

## 沿革
1396年（応永3年）に創建された。我孫子宿が成立したときに、京都の八坂神社から勧請したという
。
境内には、かつて伊勢詣を記念した二基の石灯籠があったが、2011年（平成23年）の東日本大震災で崩落した。

## 交通アクセス
- JR東日本常磐線我孫子駅より徒歩5分。